# El monòleg de l'any
El monólogo del año, denominado originalmente en catalán: El monòleg de l'any, es un especial de programa de televisión catalán que se emite en «TV3» cada 26 de diciembre. Se estrenó el 26 de diciembre de 2022 en TV3. Producido por El Terrat es el primer programa de Andreu Buenafuente para TV3 después de 20 años.

## Historia
El presentador y humorista Andreu Buenafuente volvió a TV3 tras 20 años alejado de la televisión pública catalana. En dicho programa se hace un repaso a la actualidad del año en clave de humor. 

## Audiencias
| Temporada | Temporada | Emisiones | Estreno                 | Final | Audiencia media | Audiencia media | Audiencia media |
| Temporada | Temporada | Emisiones | Estreno                 | Final | Espectadores    | Share           |                 |
| --------- | --------- | --------- | ----------------------- | ----- | --------------- | --------------- | --------------- |
|           | Total     | 3*        | 26 de diciembre de 2022 | TBA   | 492 000*        | 26,0%*          |                 |

### Monólogos (2022-actualidad)
| N.º Temp. | Título                | Fecha de emisión        | Audiencia       |
| --------- | --------------------- | ----------------------- | --------------- |
| 1         | Currarás              | 26 de diciembre de 2022 | 594 000 (28,4%) |
| 2         | Que ens bombin a tots | 26 de diciembre de 2023 | 483 000 (25,5%) |
| 3         | El 24                 | 26 de diciembre de 2024 | 400 000 (24,1%) |